# Gynacantha litoralis
Gynacantha litoralis är en trollsländeart som beskrevs av Williamson 1923. Gynacantha litoralis ingår i släktet Gynacantha och familjen mosaiktrollsländor. Inga underarter finns listade i Catalogue of Life.